# Montezuma, Ohio
Montezuma är en ort i Mercer County i delstaten Ohio, USA.